# Stazione di Uramoto
La stazione di Uramoto (浦本駅?, Uramoto-eki) è una fermata ferroviaria della città di Itoigawa della prefettura di Niigata, in Giappone.

## Linee
JR West
■ Linea principale Hokuriku

## Struttura
La fermata è costituita da un due marciapiedi laterali su terrapieno, con due binari passanti, mentre il piccolo fabbricato viaggiatori è situato a un livello inferiore, e collegato ai marciapiedi da scala e scivolo. I binari non sono numerati, ed è possibile passare al marciapiede opposto da un sottopassaggio.
| Lato stazione | ■ Linea principale Hokuriku | per Nō e Naoetsu                |
| Lato campagna | ■ Linea principale Hokuriku | per Itoigawa, Toyama e Kanazawa |

## Stazioni adiacenti
| 《                        | Servizio                  | 》                        |
| Linea principale Hokuriku | Linea principale Hokuriku | Linea principale Hokuriku |
| ------------------------- | ------------------------- | ------------------------- |
| Kajiyashiki               | -                         | Nō                        |